# ジェームズ・ウォン・ハウ

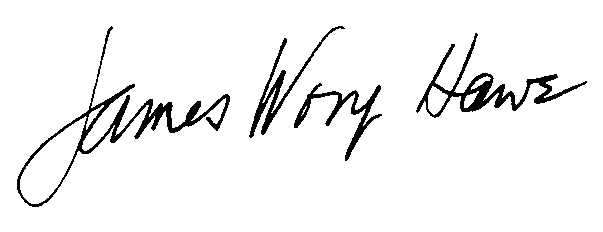
サイン

ジェームズ・ウォン・ハウ（黃宗霑、James Wong Howe,  1899年8月28日 - 1976年7月12日）は、中国で生まれ、ハリウッドで活躍した撮影監督。

## 来歴
サイレント時代から活躍し、130本以上の映画撮影を手がけた。1955年の『バラの刺青』と1962年の『ハッド』でアカデミー撮影賞を受賞。
現在の台山市に生まれる。生まれた年に父親がアメリカに働きに行き、5歳で家族と共に移住した。ワシントンD.C.で育つ。若い頃はボクサー志望だった。
ロサンゼルスに移った後にさまざまな仕事に就いた。ある映画スタジオに働き口を見つけ、セシル・B・デミル監督の元で働くようになり、ヘンリー・小谷から撮影を学んだ。

## 主な作品
- ピーター・パン Peter Pan （1924）
- 奇傑パンチョ Viva Villa! (1934)
- 男の世界 Manhattan Melodrama （1934）
- 影なき男 The Thin Man （1934）
- 無敵艦隊 Fire Over England （1937）
- ゼンダ城の虜 The Prisoner of Zenda （1937）
- トム・ソーヤ The Adventures of Tom Sawyer （1938）
- コメット・オーバー・ブロードウェイ Comet Over Broadway (1938)
- ゼイ・メイド・ミー・ア・クリミナル They Made Me a Criminal (1939)
- オクラホマ・キッド The Oklahoma Kid （1939）
- エイブ・リンカーン Abe Lincoln in Illinois (1940)
- いちごブロンド The Strawberry Blonde （1941）
- 嵐の青春 Kings Row （1942）
- ヤンキー・ドゥードゥル・ダンディ Yankee Doodle Dandy （1942）
- 空軍/エア・フォース Air Force （1943）
- 死刑執行人もまた死す Hangmen Also Die! （1943）
- 追跡 Pursued （1947）
- 愛しのシバよ帰れ Come Back, Little Sheba （1952）
- ピクニック Picnic （1955）
- バラの刺青 The Rose Tattoo （1955）
- 成功の甘き香り Sweet Smell of Success （1957）
- 老人と海 The Old Man and the Sea （1958）
- わが恋は終りぬ Song Without End （1960）
- ハッド Hud （1963）
- 雨のニューオリンズ This Property Is Condemned （1966）
- セコンド/アーサー・ハミルトンからトニー・ウィルソンへの転身 Seconds （1966）
- 太陽の中の対決 Hombre (1967)
- 愛すれど心さびしく The Heart Is a Lonely Hunter （1968）
- 男の闘い The Molly Maguires （1969）
- ファニー・レディ Funny Lady （1975）